# Vanda luzonica
Vanda luzonica là một loài thực vật có hoa trong họ Lan. Loài này được Loher ex Rolfe miêu tả khoa học đầu tiên năm 1915.